# Charles Engell France
Charles Engell France (* 1946 in Oklahoma; † 25. Dezember 2005) war ein US-amerikanischer Choreograf. Er studierte Ballett am Royal Danish Theatre in Kopenhagen, Dänemark. France war der Assistent von Mikhail Baryshnikov am American Ballet Theatre in den 1980er Jahren.
In Zusammenarbeit mit Baryshnikov hielt er sein Wissen in zwei Büchern Baryshnikov at Work und Baryshnikov in Color (Harry N. Abrams, 1980) fest.

## Werke
- Michail N. Barischnikow, Charles Engell France, Martha Swope: Baryshnikov at work. Knopf, 1978, ISBN 0-394-73587-0
- Mikhail Baryshnikov, Charles Engell France, Martha Swope: Baryshnikov in color. Abrams, 1980, ISBN 0-8109-2225-8